# Catorhintha viridipes
Catorhintha viridipes är en insektsart som beskrevs av Willis Blatchley 1926. Catorhintha viridipes ingår i släktet Catorhintha och familjen bredkantskinnbaggar. Inga underarter finns listade i Catalogue of Life.